# Two Plus Two Publishing
Two Plus Two Publishing är ett amerikanskt bokförlag som publicerar böcker om poker och andra typer av spel. Företaget grundades av statistikern och professionelle pokerspelaren Mason Malmuth. Författarna är, förutom Malmuth själv, andra professionella spelare som David Sklansky, Dan Harrington, Ray Zee och Ed Miller.
Enligt ägaren kommer namnet från uttrycket "2 plus 2 är alltid lika med 4" vilket ska indikera att förlaget ägnar sig åt enkel och logisk analys av spelproblem.